# Bulajcha
Bulajcha (arab. بليخة) – wieś w Syrii, w muhafazie Aleppo. W 2004 roku liczyła 285 mieszkańców.